# 野口薫
野口 薫（のぐち かおる、1968年11月13日 - ）は、日本のドラマー、ボーカリスト、ギタリスト。神奈川県綾瀬市出身（出生は厚木市）。身長174cm、血液型A型。 

## 概要
主にサポートドラマーやシンガーソングライターとして活動。2006年までは「野口カオル」と表記していた。
幼少期よりギターに興味を持ち、独学で作詞・作曲を行い、弾き語りを始める。中学に進学し、その頃からドラムを始める。
高校卒業後、フリーのサポートドラマーとしてプロ活動開始。INORAN、中村あゆみ、植村花菜、矢井田瞳、永井真理子、堂島孝平、谷口宗一、オオゼキタク、SHUUBI、はなわ、FAKE?、等のツアーサポート、レコーディング、音楽プロデュース、楽曲提供などを行っている。
1987年、森田哲朗（現：てつろう）、丸岡浩司とバンド「EL CRACK BABY'S」を結成。1990年、田口智治が加わり「ECLIPS」と改名して1994年まで活動した。
1995年、元C-C-Bの渡辺英樹・田口智治、元BEE PUBLICの丸山正剛と「THE GATES」を結成、1996年に1stアルバム「もんだらけ」、2015年に2ndアルバム「THE GATES」をリリースした。
1996年 - 1997年、谷口宗一、村田“HIDEO”政隆、田口智治と「mustard」を結成。
1997年 - 2002年、「mustard」に西川進が加わり「The Trip White Hornet」に改名。
2001年 - ゴンダタケシ、高間有一と「GRiP」を結成。
2024年8月10日、東京都府中市寿町にBar「J GRiP BAR（ジェイグリップバー）」を開店した。
現在、バンド活動やツアーサポートなどの活動と並行して、アーティストへの曲提供や編曲、ソロでアコースティック・ギターでの弾き語りライブを定期的に行い、ドラムレッスンの講師も務めている。